# Club Athletico Paranaense
Clube Atlético Paranaense, oftast enbart Atlético eller Atlético (PR) (för att ej förväxlas med Atlético (MG)), är en brasiliansk fotbollsklubb från staden Curitiba. Klubben grundades 26 mars 1924 och vann sitt första nationella mästerskap 2001, när klubben vann den högsta divisionen, Campeonato Brasileiro Série A. Klubben har vunnit distriktsmästerskapet i Paraná, Campeonato Paranaense, ett flertal gånger, den första gången enbart ett år efter klubbens grundande, 1925. Atlético spelar sina hemmamatcher på Arena da Baixada, där matcher under Fotbolls-VM 2014 spelades. Arenan tar 42 000 åskådare.